# Glenda Aguilar
Glenda Aguilar (ur. 18 kwietnia 1975) – honduraska lekkoatletka specjalizująca się w skoku o tyczce.

## Rekordy życiowe
- skok o tyczce – 2,60 (1998) rekord Hondurasu[1]